# Brian Blade
Brian Blade (* 25. července 1970 Shreveport) je americký jazzový bubeník a skladatel. Je jedním z nejvyhledávanějších jazzových bubeníků současnosti. V současné době vystupuje s jazzovým saxofonistou Wayne Shorterem, spolupracoval také ale například s folkovými veličinami Joni Mitchell nebo Bobem Dylanem. Pod svým jménem vydal jak jazzová alba, tak i album Mama Rosa, které stojí na jeho folkových skladbách, které složil na akustickou kytaru.

## Životopis

### Mládí
Jako malý vyrůstal v Shreveportu — městě vykřičených čtvrtí ve státě Louisiana. Jeho otec byl farář, takže první hudba, která se k Bladeovi dostala byla gospel a soul. Od devíti let chodil na hodiny houslí. To mu vydrželo až do třinácti, kdy po vzoru svého bratra začal hrát na bicí.
Na střední škole už začal naposlouchávat desky Johna Coltrana, Charlieho Parkera, Milese Davise, Art Blakeyho, Thelonia Monka, Elvina Jonese a Joni Mitchell. V devatenácti se rozhodl pro studium antropologie. Teprve potom se rozhodl studovat hru na bicí na Loyola University v kolébce jazzu New Orleans.. Zde studoval a nebo hrál s mnoha významnými jazzmany své generace. V této době se také jako sideman účastnil prvního nahrávání s Kenny Garrettem a Joshuou Redmanem.

### Fellowship Band, Friendly Travelers a role sidemana

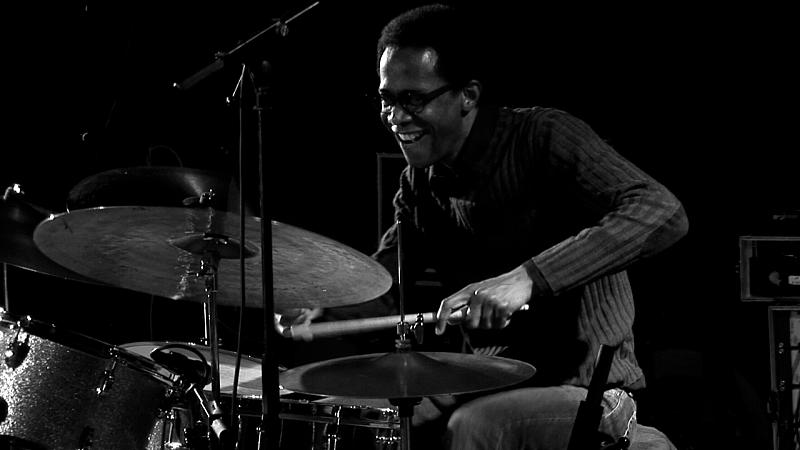
Blade na INNtöne Jazzfestivalu v roce 2006

V roce 1998 zakládá Brian Blade spolu s pianistou Jonem Cowherdem ansámbl Fellowship Band. Za své spoluhráče si vybrali saxofonisty Myrona Waldena a Melvina Butlera, Dava Easleyho na pedálovou steel kytaru a kontrabasistu Chrise Thomase. Skupina společně vydala stejnojmenné album. Pak se k nim přidal kytarista Kurt Rosenwinkel a společně jim vyšla v roce 1999 vyšla deska Perceptual. Po odchodu Dava Easleyho ještě v roce 2008 vydali desku Season of Changes, která už ovšem vychází pod jménem Brian Blade and the Fellowship Band.
Současně s hraním s Fellowship Bandem byl Blade také členem kvartetu Wayne Shortera se kterým odehrál desítky koncertů. Ve stejné době také hanrává s takovými jmény jako například: Joni Mitchell, Billem Frisellem, Norou Jones, Emmylou Harris, Bobem Dylanem nebo Chrisem Potterem. Také příležitostně hrál s Herbiem Hancockem.

### Písničkář
V roce 2009 vydává Blade folkové album Mama Rosa. Všechny písně alba složil sám Blade, sám tu také hraje na akustickou kytaru a samozřejmě na bicí. Na albu si zahráli jeho spoluhráči z Fellowship Bandu

## Diskografie

### Pod svým vlastním jménem
- Brian Blade Fellowship (1998)
- Perceptual (2000)
- Friendly Travelers (Material Records) s Wolfgangem Muthspielem (2007)
- Season of Changes (2008)
- Real Book Stories
- Mama Rosa (2009)

### Jako spoluhráč
S Joshuou Redmanem
- Compass
- Back East
- Mood Swing
- Freedom in the Groove
- Spirit of the Moment - Live at the Village Vanguard
- Timeless Tales for Changing Times
- Elastic
- Momentum
- Yaya3

S Waynem Shorterem
- Footprints Live!
- Alegria
- Beyond the Sound Barrier

S ostatními
- Directions in Music: Live at Massey Hall (2002, s Herbie Hancockem, Michaelem Breckerem a Royem Hargrovem)
- Shine (2003, Daniel Lanois)
- Beyond the Wall (2006, Kenny Garrett)
- Pursuance: Music of John Coltrane (1996, Kenny Garrett)
- Welcome To Life (2004, David Binney)
- Friendly Travelers (2007, Wolfgang Muthspiel)
- Air, Love & Vitamins (2004, Wolfgang Muthspiel & Marc Johnson)
- Time Out of Mind (Bob Dylan)
- Handmade (1998, David Berkman)
- Line by Line (2006, John Patitucci)
- Gratitude (2001, Chris Potter)
- Black Dub (2010, With Black Dub)
- Painting With Words And Music (1998, Joni Mitchell)